# Liste der Auslandsvertretungen Thailands

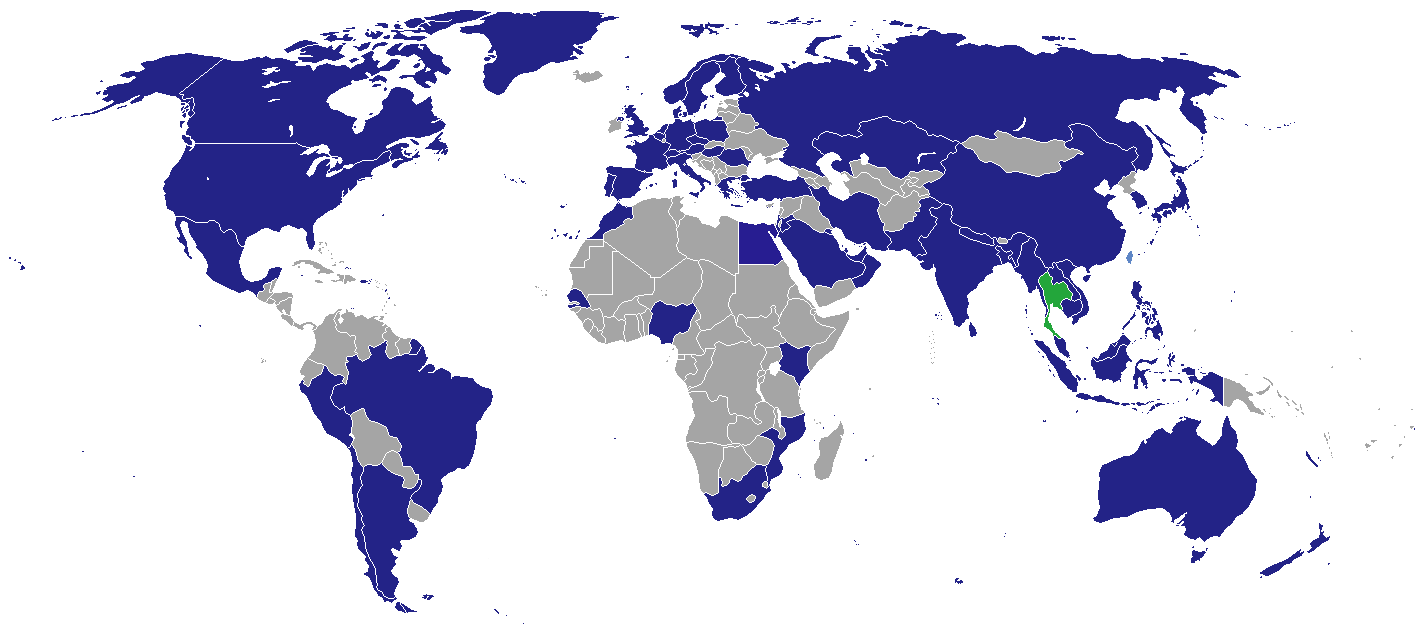
Standorte der diplomatischen Vertretungen Thailands

Dies ist eine Liste der diplomatischen und konsularischen Vertretungen Thailands.

## Diplomatische und konsularische Vertretungen

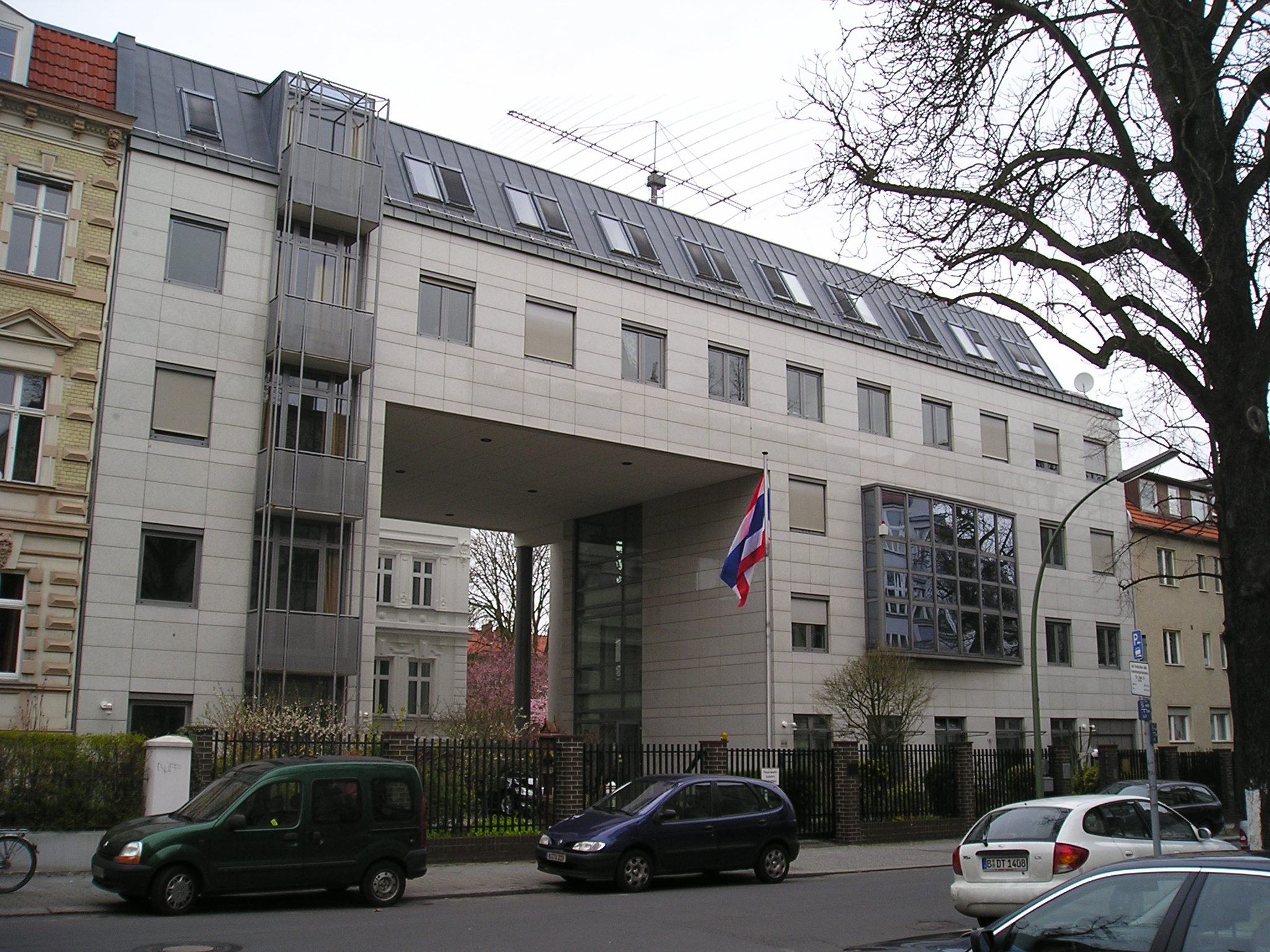
Thailändische Botschaft in Berlin

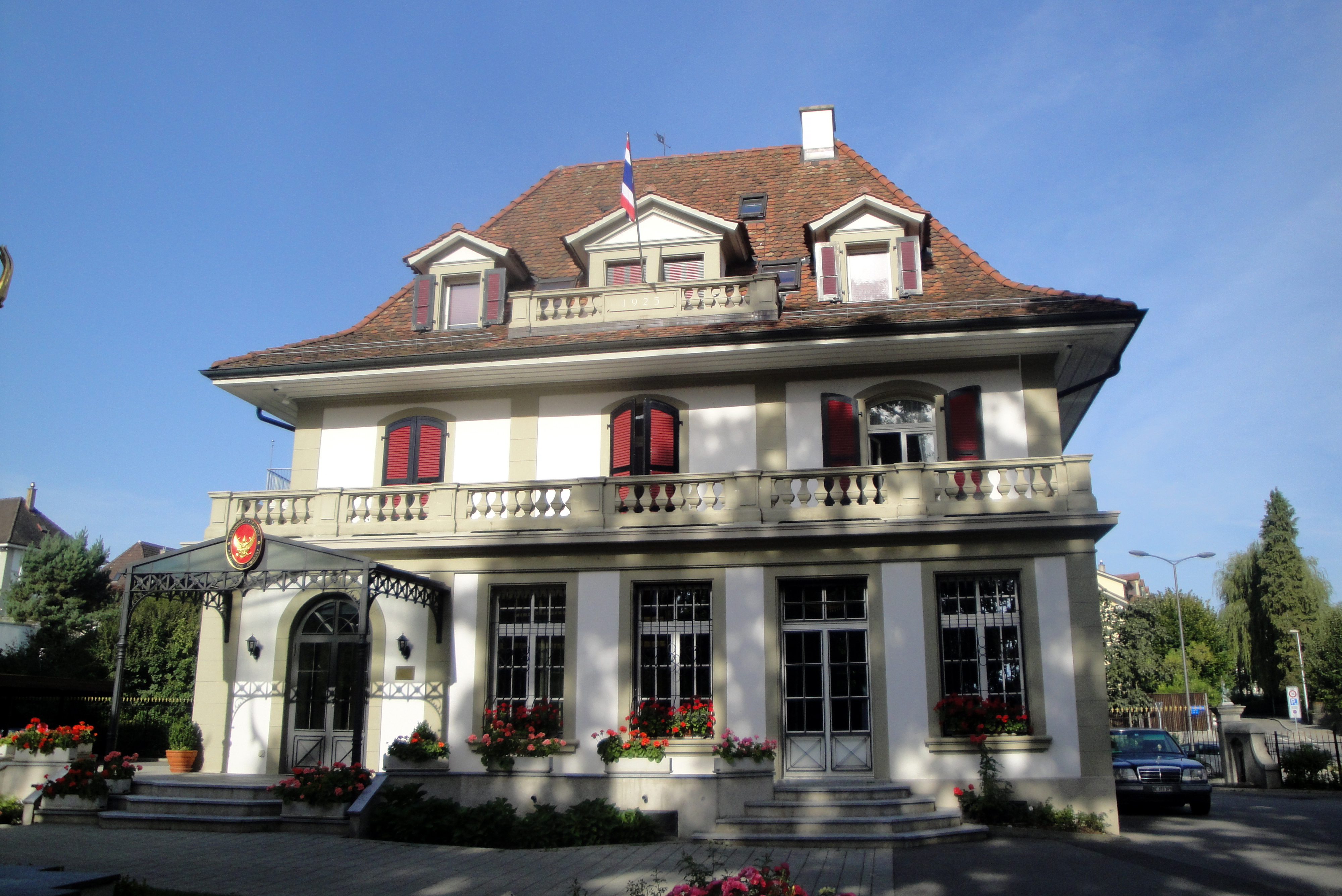
Thailändische Botschaft in Bern

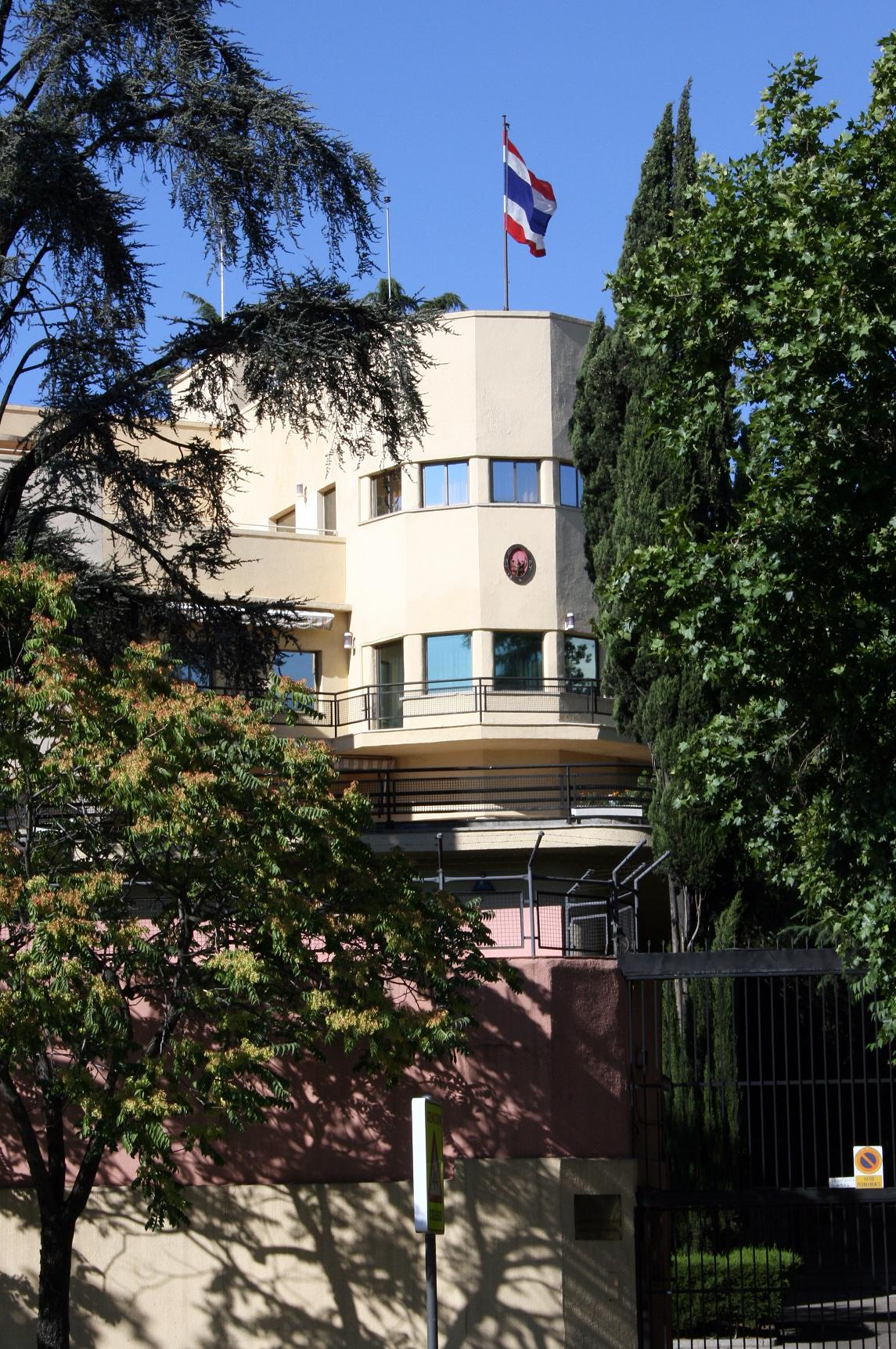
Thailändische Botschaft in Madrid

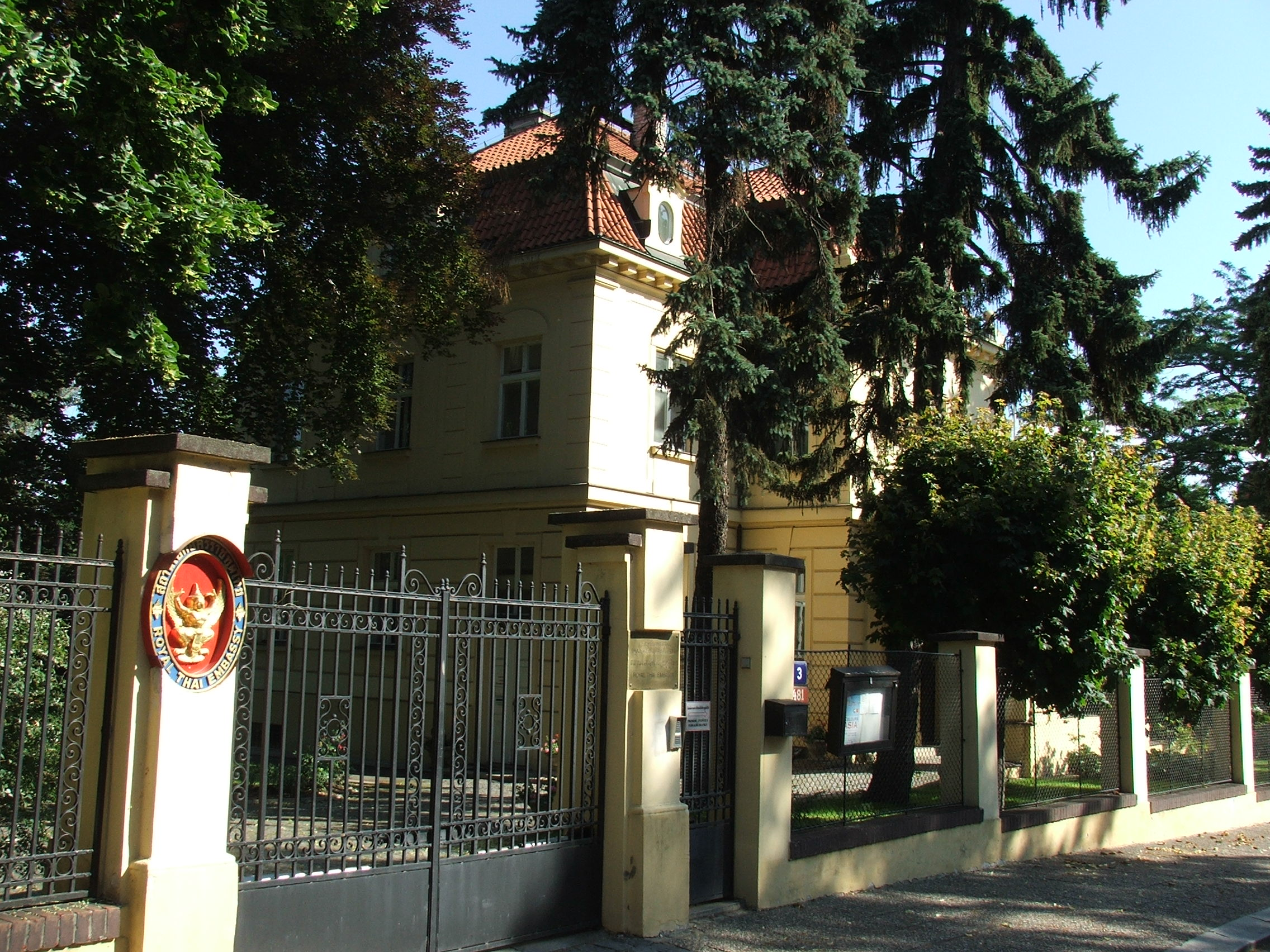
Thailändische Botschaft in Prag

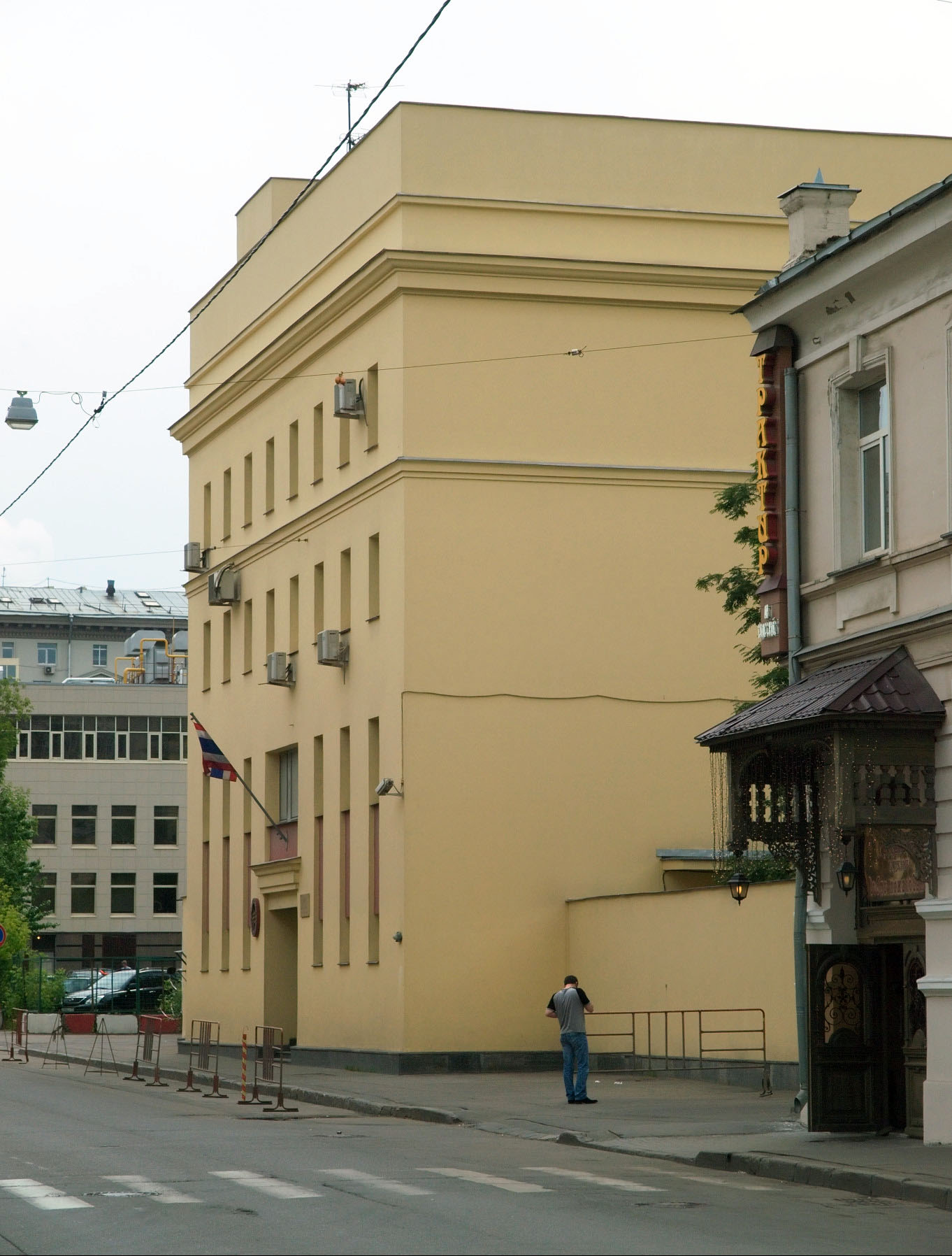
Thailändische Botschaft in Moskau

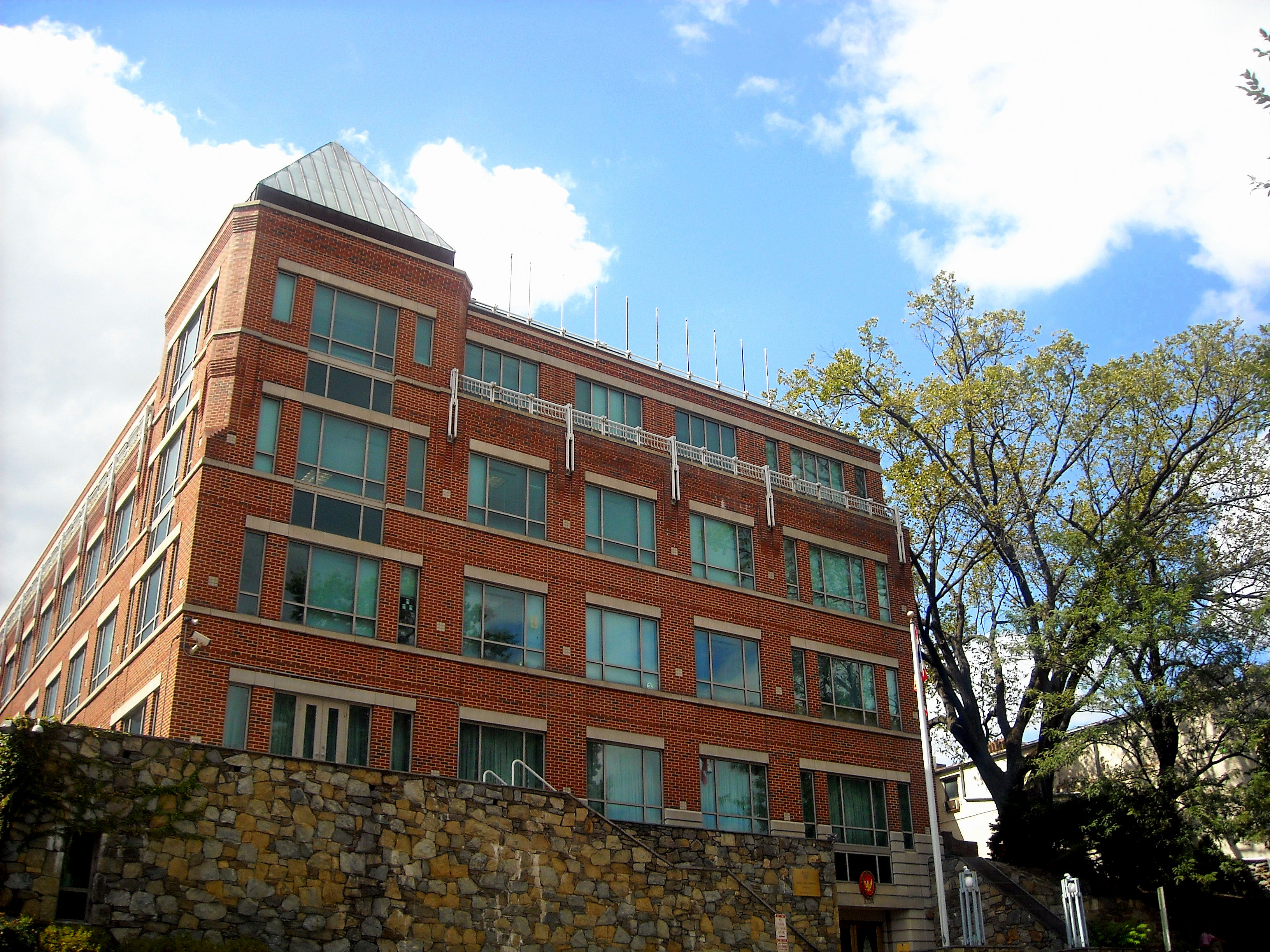
Thailändische Botschaft in Washington, D.C.

### Afrika
| - Ägypten: Kairo, Botschaft - Kenia: Nairobi, Botschaft - Libyen: Tripolis, Botschaft - Madagaskar: Antananarivo, Generalkonsulat - Marokko: Rabat, Botschaft | - Mosambik: Maputo, Botschaft - Nigeria: Abuja, Botschaft - Senegal: Dakar, Botschaft - Südafrika: Pretoria, Botschaft |

### Asien
| - Bahrain: Manama, Botschaft - Bangladesch: Dhaka, Botschaft - Brunei: Bandar Seri Begawan, Botschaft - Volksrepublik China: Peking, Botschaft - Volksrepublik China: Chengdu, Generalkonsulat - Volksrepublik China: Guangzhou, Generalkonsulat - Volksrepublik China: Hongkong, Generalkonsulat - Volksrepublik China: Kunming, Generalkonsulat - Volksrepublik China: Nanning, Generalkonsulat - Volksrepublik China: Qingdao, Generalkonsulat - Volksrepublik China: Shanghai, Generalkonsulat - Volksrepublik China: Xiamen, Generalkonsulat - Volksrepublik China: Xi’an, Generalkonsulat - Indien: Neu-Delhi, Botschaft - Indien: Chennai, Generalkonsulat - Indien: Kalkutta, Generalkonsulat - Indien: Mumbai, Generalkonsulat - Indonesien: Jakarta, Botschaft - Iran: Teheran, Botschaft - Israel: Tel Aviv, Botschaft - Japan: Tokio, Botschaft - Japan: Osaka, Generalkonsulat - Jordanien: Amman, Botschaft - Kasachstan: Astana, Botschaft - Katar: Doha, Botschaft | - Kambodscha: Phnom Penh, Botschaft - Kuwait: Kuwait, Botschaft - Laos: Vientiane, Botschaft - Laos: Savannakhet, Generalkonsulat - Malaysia: Kuala Lumpur, Botschaft - Malaysia: George Town, Generalkonsulat - Malaysia: Kota Bharu, Generalkonsulat - Myanmar: Rangun, Botschaft - Nepal: Kathmandu, Botschaft - Oman: Maskat, Botschaft - Osttimor: Dili, Botschaft - Pakistan: Islamabad, Botschaft - Pakistan: Karatschi, Generalkonsulat - Philippinen: Manila, Botschaft - Saudi-Arabien: Riad, Botschaft - Saudi-Arabien: Dschidda, Generalkonsulat - Singapur: Singapur, Botschaft - Sri Lanka: Colombo, Botschaft - Südkorea: Seoul, Botschaft - Taiwan: Taipei, Handelsbüro - Vereinigte Arabische Emirate: Abu Dhabi, Botschaft - Vereinigte Arabische Emirate: Dubai, Generalkonsulat - Vietnam: Hanoi, Botschaft - Vietnam: Ho-Chi-Minh-Stadt, Generalkonsulat |

### Australien und Ozeanien
- Australien: Canberra, Botschaft
- Australien: Sydney, Generalkonsulat
- Neuseeland: Wellington, Botschaft

### Europa
| - Belgien: Brüssel, Botschaft - Dänemark: Kopenhagen, Botschaft - Deutschland: Berlin, Botschaft - Deutschland: Bonn, stellvertretende Botschaft - Deutschland: Frankfurt, Generalkonsulat - Deutschland: München, Generalkonsulat - Finnland: Helsinki, Botschaft - Frankreich: Paris, Botschaft - Griechenland: Athen, Botschaft - Italien: Rom, Botschaft - Niederlande: Den Haag, Botschaft - Norwegen: Oslo, Botschaft - Österreich: Wien, Botschaft | - Polen: Warschau, Botschaft - Portugal: Lissabon, Botschaft - Rumänien: Bukarest, Botschaft - Russland: Moskau, Botschaft - Schweden: Stockholm, Botschaft - Schweiz: Bern, Botschaft - Spanien: Madrid, Botschaft - Tschechien: Prag, Botschaft - Türkei: Ankara, Botschaft - Ungarn: Budapest, Botschaft - Vereinigtes Königreich: London, Botschaft |

### Nordamerika
| - Kanada: Ottawa, Botschaft - Kanada: Toronto, Generalkonsulat - Kanada: Vancouver, Generalkonsulat - Mexiko: Mexiko-Stadt, Botschaft | - Vereinigte Staaten: Washington, D.C., Botschaft - Vereinigte Staaten: Chicago, Generalkonsulat - Vereinigte Staaten: Los Angeles, Generalkonsulat - Vereinigte Staaten: New York, Generalkonsulat |

### Südamerika
| - Argentinien: Buenos Aires, Botschaft - Brasilien: Brasília, Botschaft | - Chile: Santiago de Chile, Botschaft - Peru: Lima, Botschaft |

## Vertretungen bei internationalen Organisationen
- ASEAN: Jakarta, Ständige Vertretung
- Europäische Union: Brüssel, Mission
- Vereinte Nationen: New York, Ständige Vertretung
- Vereinte Nationen: Genf, Ständige Vertretung
- Vereinte Nationen: Wien, Ständige Vertretung
- UNESCO: Paris, Ständige Vertretung